# Phyllachora caesalpiniae
Phyllachora caesalpiniae är en svampart som först beskrevs av Narcisse Theophile Patouillard, och fick sitt nu gällande namn av Arx & E. Müll. 1954. Phyllachora caesalpiniae ingår i släktet Phyllachora och familjen Phyllachoraceae.   Inga underarter finns listade i Catalogue of Life.